# Bhajrawi

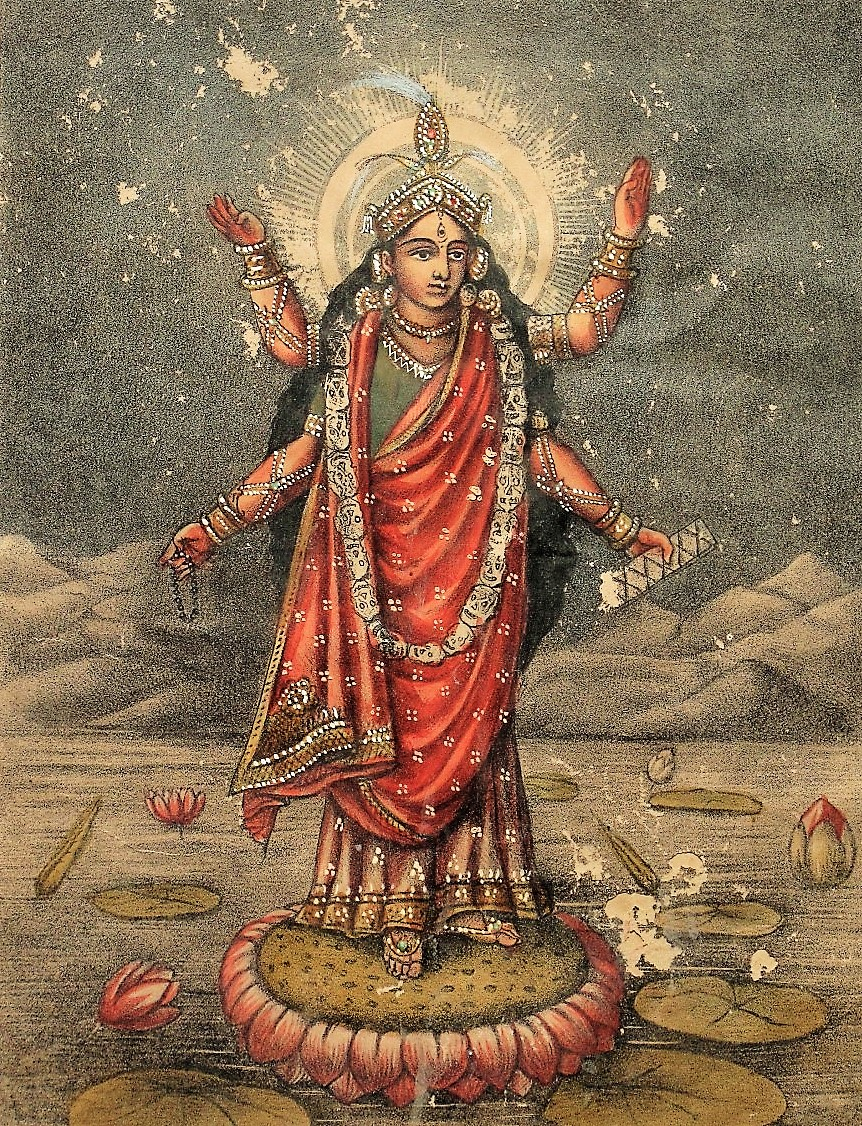
Wizerunek bogini Bhajrawi, druk litograficzny, około 1880r.

Bhajrawi („Straszliwa”) – hinduistyczna bogini uosabiająca moc śmierci. Przedstawiana jako kobieta ubrana w jedwabną zasłonę z girlandą ludzkich głów.